# Give Me Peace on Earth
Give Me Peace on Earth ist eine Synthiepop-Ballade von Modern Talking, die von Dieter Bohlen geschrieben und produziert wurde. Sie erschien im November 1986 als zweite Single aus dem Album In the Middle of Nowhere. Sie erreichte die Top 30 in Deutschland und Österreich sowie Platz 15 in Belgien (Flandern).

## Geschichte
Die Veröffentlichung der Single Give Me Peace on Earth war am 11. November 1986. Das Stück war als Weihnachtslied konzipiert, was durch das Musikvideo unterstrichen wurde. Es zeigt das Duo  einer Schneekugel. Inhaltlich bittet der Vortragende um Frieden auf der Welt. 1998 erschien eine Neuaufnahme des Titels auf dem Album Back for Good. 
Am 6. Dezember 1986 führten Modern Talking den Song in Peters Pop Show im ZDF vor einem Millionenpublikum auf.

## Coverversionen
- 1997: Thomas Anders
- 2003: Tony Wegas